# Пушкин. Последняя дуэль
«Пу́шкин. После́дняя дуэ́ль» — российский драматический детективный художественный фильм 2006 года режиссёра Натальи Бондарчук, посвящённый великому русскому поэту Александру Сергеевичу Пушкину.
Премьера картины в российском прокате состоялась 1 декабря 2006 года.
Рекламный слоган фильма — «Пришло время узнать правду».

## Сюжет
Фильм охватывает период, предшествующий дуэли между великим русским поэтом Александром Сергеевичем Пушкиным и офицером кавалергардского полка Жоржем де Геккерном (Дантесом), саму дуэль, состоявшуюся 27 января 1837 года на окраине Санкт-Петербурга, смерть поэта и тайное расследование этого трагического события.
По версии авторов, поэт дружил с императором Николаем I и стал жертвой антирусского заговора придворной камарильи, выполнявшей роль агентов влияния западных дипломатов. Обстоятельства смерти расследуют глава тайной полиции Леонтий Дубельт и полковник Галахов (вымышленный персонаж).

## В ролях
| Актёр                    | Роль                                                   |
| ------------------------ | ------------------------------------------------------ |
| Сергей Безруков          | Александр Сергеевич Пушкин                             |
| Анна Снаткина            | Наталья Гончарова                                      |
| Юлиан Макаров            | Николай I (озвучен Сергеем Чонишвили)                  |
| Борис Плотников          | Леонтий Дубельт                                        |
| Евгений Стычкин          | Михаил Лермонтов                                       |
| Виктор Сухоруков         | полковник Галахов                                      |
| Сергей Ражук             | Геккерен                                               |
| Роман Романцов           | Жорж Дантес                                            |
| Инна Макарова            | Екатерина Загряжская                                   |
| Андрей Ильин             | Константин Данзас                                      |
| Владимир Юматов          | Василий Андреевич Жуковский                            |
| Георгий Траугот          | Пётр Андреевич Вяземский (озвучен Владимиром Вихровым) |
| Светлана Свирко          | Вера Вяземская                                         |
| Владимир Богданов        | Александр Христофорович Бенкендорф                     |
| Наталья Бондарчук        | Екатерина Карамзина                                    |
| Татьяна Шон              | Софи Карамзина                                         |
| Дарья Худякова           | императрица Александра Фёдоровна                       |
| Гали Абайдулов           | Карл Нессельроде                                       |
| Александр Вонтов         | Сергей Семёнович Уваров                                |
| Андрей Зибров            | князь Пётр Владимирович Долгоруков                     |
| Сергей Никоненко         | Никита Козлов                                          |
| Надежда Бахтина          | Александра Гончарова                                   |
| Наталья Кривозуб (Бардо) | Лиза                                                   |
| Виктор Кривонос          | Николай Арендт                                         |

## Критика
- Обозреватель «Российской газеты» Валерий Кичин в своей рецензии от 15 декабря 2006 года заявил, что «бессмысленно выверять историей фильм „Пушкин. Последняя дуэль“», упрекнув его авторов в «исторической и художественной несостоятельности»:

«Фильм Натальи Бондарчук о Пушкине по форме напоминает мексиканскую мыльную оперу: в нём много педалированных, на грани истерики, эмоций и такая же скверная, на грани брака, операторская работа. По жанру это детектив, расследование обстоятельств роковой дуэли и подлых писем, ставших её детонатором. По идеологии — портрет чистой патриархальной России, со всех сторон окружённой врагами. Здесь проходит линия баррикад: иностранная фамилия или даже „длинный нос“ персонажа (как в эпизоде с проницательным мальчишкой-попрошайкой) — верный знак его враждебности. К стандартному набору „врагов России“ самым курьёзным образом добавились „извращенцы“, что опять же резко унизило Пушкина, волею авторов ставшего примитивным гомофобом, а заодно сообщило фильму сходство с жадным до клубнички таблоидом.

Всё это беды объяснимые: герои не бывают умнее и тоньше их авторов. Но в данном случае герой носит имя Александра Пушкина. Незнание этических законов не освобождает от ответственности, поэтому время от времени и раздаются голоса о защите нашего национального достояния: хотят поупражняться — пусть выберут другие делянки, менее дорогие каждому из нас.»— Валерий Кичин, обозреватель «Российской газеты», 15 декабря 2006 года.

## Награды
- 2008 — I кинофестиваль «Золотой Феникс» — за фильм Наталье Бондарчук вручён Специальный приз «Золотой Феникс» с формулировкой «За вклад в развитие киноискусства»[3].